# Caldwell (Idaho)
Caldwell es una ciudad ubicada en el condado de Canyon en el estado estadounidense de Idaho. En el año 2010 tenía una población de 46.237 habitantes y una densidad poblacional de 1572,69 personas por km². Se encuentra al oeste del estado, cerca de la frontera con Oregón, a medio camino entre el río Payette —al norte— y el río Snake, al sur.

## Geografía

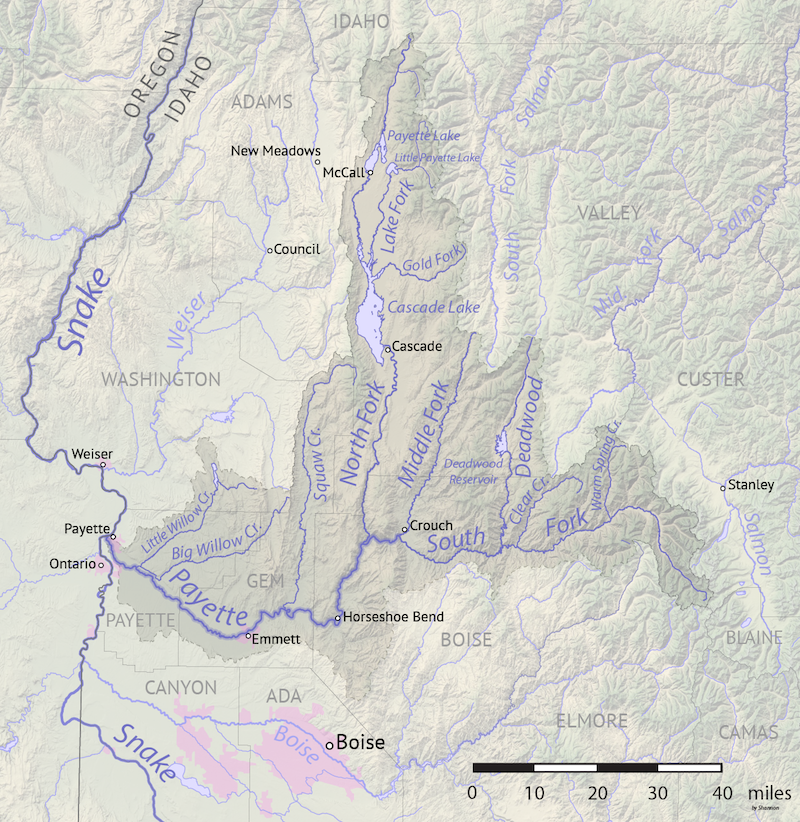
Mapa del río Payette donde se observa abajo a la izquierda, Caldwell

Caldwell se encuentra ubicado en las coordenadas 43°39′30″N 116°40′49″O / 43.65833, -116.68028. Según la Oficina del Censo, la localidad tiene un área total de 29,4 km² (11,4 mi²), de la cual 29,4 km² (11,4 mi²) es tierra y 0 km² (0 mi²) (0.0%) es agua.

## Demografía
En el 2000 la renta per cápita promedia del hogar era de $30,848, y el ingreso promedio para una familia era de $35,158. En 2000 los hombres tenían un ingreso per cápita de $27,017 contra $21,096 para las mujeres. El ingreso per cápita para la localidad era de $13,657. Alrededor del 16% de la población estaba bajo el umbral de pobreza nacional.